# Anna Dorota Potocka
Anna Dorota Potocka – polska konserwator, doktor habilitowany sztuk plastycznych.

## Życiorys
W 1992 r. ukończyła studia konserwacji malarstwa i rzeźby polichromowanej w Akademii Sztuk Pięknych w Warszawie, w 2002 r. obroniła pracę doktorską pt. Dublowanie jedwabnych obiektów zabytkowych na podłoża syntetyczne z użyciem klejów akrylowych, której promotorem był prof. Wojciech Kurpik, w 2015 r. habilitowała się na podstawie pracy zatytułowanej Badania i zastosowanie współczesnych materiałów z włókien jedwabnych w autorskich pracach konserwatorskich. 
Została pracownikiem naukowym w Akademii Sztuk Pięknych w Warszawie i członkiem prezydium Rady Głównej Nauki i Szkolnictwa Wyższego.